# Николаева, Валентина Васильевна
Валенти́на Васи́льевна Никола́ева (род. 20 декабря 1937) — российский патопсихолог, доктор психологических наук (1992), профессор кафедры нейро- и патопсихологии факультета психологии МГУ им. М. В. Ломоносова (1993), заслуженный профессор МГУ (2003), заслуженный работник высшей школы РФ (2005).

## Биография
Валентина Васильевна Николаева родилась 20 декабря 1937 года в селе Субботино Верейского района Московской области. После окончания в 1960 г. отделения психологии философского факультета МГУ В. В. Николаева начала работать психологом в клинической психиатрической больницы им. П. Б. Ганнушкина. Также Валентина Васильевна вместе с Б. В. Зейгарник принимала активное участие в разработке лекций, семинарских занятий и специального практикума по патопсихологии на факультете психологии МГУ.
С 1968 года В. В. Николаева начала преподавать на факультете психологии МГУ в должности ассистента старшего преподавателя в 1968—1976 годах, доцента с 1976 по 1993 год и с 1993 года — профессора.
В 1970 году под руководством Б. В. Зейгарник В. В. Николаева защитила кандидатскую диссертацию «Внутренняя картина болезни при некоторых психических заболеваниях».
В 1978 году вместе с М. М. Коченовым она написала книгу «Мотивация при шизофрении», которая впоследствии стала важнейшим учебным пособием в курсе «Патопсихология».
В 1992 году Валентнна Васильевна защитила докторскую диссертацию «Личность в условиях хронического соматического заболевания».
В 2003 году В. В. Николаевой присвоены звания «Заслуженный профессор Московского университета имени М. В. Ломоносова» и «Заслуженный работник высшей школы Российской Федерации».
В. В. Николаева являлась[когда?] членом экспертного совета Высшей аттестационной комиссии РФ по педагогике и психологии. Член диссертационного совета МГУ имени М. В. Ломоносова по психофизиологии, медицинской психологии и коррекционной психологии.

## Научная деятельность
Многолетнее преподавание общей психологии в сотрудничестве и под руководством А. Н. Леонтьева и А. Р. Лурии определило выбор научно методологических принципов, правил научного анализа, бережное и вдумчивое отношение к разнообразию психической жизни человека. В последующие годы во всех своих исследовательских изысканиях В. В. Николаева делала акцент прежде всего на мотивационно-личностных, эмоционально ценностных аспектах нормальной и аномальной психической деятельности.

### Психосоматика
В. В. Николаева одновременно начала и впервые в отечественной клинической психологии осуществила серию научных работ в психосоматике. Используя методологию патопсихологического анализа, она описала нарушения психической деятельности, феномен внутренней картины болезни и личностные изменения у пациентов, страдающих хроническими соматическими заболеваниями. Фундаментальные находки получили свое воплощение в монографиях Влияние хронической болезни на психику, 1986, Особенности личности при пограничных расстройствах и соматических заболеваниях, 1995. В научно практическом аспекте эти исследования позволили не только описать закономерности личностных изменений в ситуации болезни души и тела, но и выделить основные предикторы патологического развития психики, а также механизмы и пути совладания с болезнью.
В. В. Николаева выступила в роли одного из организаторов и участников междисциплинарной группы психосоматических исследований, что позволило коллективу авторов дать теоретическое обоснование и сформулировать основные положения культурно исторического подхода в психосоматике, выделить культурно детерминированные феномены телесности, начать их изучение в онтогенезе, проследить основные линии психосоматического дизонтогенеза. Тем самым были заложены основы новой области психологического знания — клинической психологии телесности.

### Патопсихология
Валентина Васильевна в своей кандидатской диссертации «ВКБ при некоторых психических заболеваниях» впервые в отечественной клинической психологии разработала представления о структуре и факторах организации особого психологического феномена — внутренней картины болезни, продемонстрировала необходимость учета этого явления при решении диагностических и лечебных задач в рамках патопсихологической практики в психиатрии.

## Педагогическая деятельность
На факультете психологии МГУ читает курсы «Патопсихология», «Основы психосоматики», ведёт соответствующие практикумы. Под ее руководством уже защищено более 100 дипломных и около 30 кандидатских работ.